# De Familie Claus
De Familie Claus is een Vlaamse-Nederlandse kerst- en familiefilm uit 2020, geregisseerd door Matthias Temmermans en met Jan Decleir en Mo Bakker in de hoofdrollen. De film is een productie van Dingie en won de Ensor voor beste jeugdfilm in 2021.

## Verhaal
Jules Claus is een jongen die niet van de sfeer van Kerstmis houdt nadat zijn vader vorig jaar overleed. Zijn moeder moet werken tijdens de kerstdagen, en dus moet hij die vakantie doorbrengen in de speelgoedwinkel van zijn grootvader. Tot het hem duidelijk wordt dat zijn opa Noël niet alleen de eigenaar is van een speelgoedwinkel maar ook de echte Kerstman. Als hij in de winkel een magische sneeuwbol vindt waarmee hij op meerdere plekken in de wereld terecht kan komen verandert heel zijn kijk op de wereld. Wanneer zijn opa tijdens het versieren van de kerstboom valt kan hij niet meer alles alleen doen daarom vraagt hij aan Jules om hem te helpen. Jules houdt helemaal niet van kerst maar voor 1 keer wil hij hem wel helpen. Maar meer en meer wordt ook hij betoverd door de kerstsfeer die hij zelfs leert appreciëren. Wat ook nodig is want anders kan hij opa Noël, de Kerstman, niet helpen en ook de familietraditie niet voortzetten.

## Rolverdeling
| Acteur               | Personage     | Rolbeschrijving                          |
| -------------------- | ------------- | ---------------------------------------- |
| Jan Decleir          | Noël Claus    | opa                                      |
| Mo Bakker            | Jules Claus   |                                          |
| Bracha van Doesburgh | Suzanne Claus | moeder van Jules en Noortje              |
| Amber Metdepenningen | Noortje Claus |                                          |
| Renée Soutendijk     |               | oma van Jules                            |
| Bert Haelvoet        | Pieter Claus  | overleden vader van Jules                |
| Pommelien Thijs      | Ella          | buurmeisje van Jules                     |
| Stefaan Degand       | Holger        | hulpje meneer Claus                      |
| Eva Van der Gucht    | Gunna         | hulpje meneer Claus                      |
| Josje Huisman        | Ikka          | hulpje meneer Claus                      |
| Janne Desmet         | Assa          | hulpje meneer Claus                      |
| Wim Willaert         | Stef          | vader van Ella                           |
| Rashif El Kaoui      | Farid         | collega van Suzanne in de koekjesfabriek |
| Sien Eggers          | Jet           | collega van Suzanne in de koekjesfabriek |
| Carly Wijs           | Jantien       | bazin van Suzanne in de koekjesfabriek   |
| Mieke De Groote      |               | dokter                                   |
| Tom De Beckker       |               | inbreker                                 |
| Frances Lefebure     |               | winkelklant                              |
| Boris Van Severen    |               | winkelklant                              |

## Productie
De familie Claus is de eerste film van productiehuis Dingie dat opgericht werd door Anthony Van Biervliet en Ruben Vandenborre. De film werd gerealiseerd met de steun van Screen Flanders, het Vlaams Audiovisueel Fonds in samenwerking met Dutch FilmWorks en Kinepolis Film Distribution (KFD).
De opnames zouden starten op 16 maart 2020 maar werden stilgelegd wegens de coronapandemie. Op 8 juni 2020 werden de opnames hervat en afgerond op 15 juli 2020. Er volgden nog twee opnamedagen in de NuBoyana Studios in Bulgarije.
Kinepolis Film Distribution (KFD) was van plan de film op 25 november 2020 in de Vlaamse en Brusselse bioscopen te brengen, maar dat ging niet door vanwege de coronapandemie. De film ging in plaats daarvan op 7 december 2020 in première op Netflix.
Hoofdrolspelers Jan Decleir en Mo Bakker stonden al eerder samen op de set, met name in Niet schieten, de film uit 2018 over de Bende van Nijvel van Stijn Coninx.

## Filmlocaties
Buitenbeelden van de winkel van opa Claus werden gedraaid in Hoboken en die van het huis van de familie Claus in Lier, het interieur van een koekjesfabriek werd opgenomen in Haacht, de buitengevel van de koekjesfabriek is dat van museum Eperon d'Or in Izegem en de beelden van drukke winkelstraten in kerstsfeer werden opgenomen in Brugge. De scène van een inbreker die betrapt wordt, werd gefilmd in Waregem, de scènes waarin Jules Claus de wereld rondgaat werden opgenomen in de backlot van de NuBoyana Studios in Bulgarije.

## Sequel
In december 2021 kwam een vervolg uit op de film, De Familie Claus 2. De film kwam eveneens rechtstreeks uit op Netflix. In december 2022 kwam De Familie Claus 3 uit. De film kwam eveneens rechtstreeks uit op Netflix.